# Pierre Moscovici
Pierre Moscovici ([pjɛʁ mɔskɔviˈsi]; Parigi, 16 settembre 1957) è un funzionario e politico francese.

## Biografia
Nasce in una famiglia ebraica di intellettuali di sinistra. Il padre è lo psicologo e sociologo Serge Moscovici (1925-2014) che, da adolescente durante la seconda guerra mondiale, fece una campagna nel Partito Comunista Rumeno prima di fuggire dal suo paese nel 1947 per cercare rifugio in Francia. La madre, di origine polacca, è la psicoanalista Marie Bromberg (1932-2015).
Consegue un diploma in economia e uno in filosofia, quindi si laurea presso Sciences Po Paris nel 1980 (sezione Servizio pubblico), entra a far parte dell'ENA per poi scegliere la Corte dei conti. 

### Attività politica
Studente delle scuole superiori, Pierre Moscovici simpatizza con la Lega comunista rivoluzionaria (LCR) di Alain Krivine. Nel 1984, sotto la guida di Dominique Strauss-Kahn, suo insegnante presso l'ENA, si avvicina al Partito Socialista francese. Nel 1986 diventa segretario del "gruppo di esperti" formato da Claude Allègre.  Nel 1988 entra nel gabinetto di Lionel Jospin presso il Ministero della Pubblica Istruzione.
Nel 1990 entra a far parte del Commissariat général au Plan ed è nominato responsabile per il finanziamento e la modernizzazione dell'economia. Sempre nel 1990 diventa il più giovane segretario nazionale del PS. Nel 1991 pubblica con François Hollande (segretario generale dei club "Testimoni") "L'ora delle scelte", un'accusa contro la politica economica di Pierre Bérégovoy. Nel 1992 è tesoriere del PS e lo è fino al 1994. 
Nel 1994 è eletto deputato europeo alle elezioni europee del 12 giugno. Mandato che esercita fino al 5 giugno 1997, quando viene eletto deputato all'Assemblea nazionale nella quarta circoscrizione del Doubs.
Dal 1997 al 2002 è ministro delegato per gli affari europei nel governo di Lionel Jospin. È rieletto deputato nel 2007.
È ministro dell'economia e delle finanze nei governi Ayrault dal 2012 al 2014. Durante le elezioni presidenziali del 2012, è il responsabile della campagna elettorale del candidato socialista François Hollande. Nel 2014 viene indicato come Commissario europeo per gli affari economici e monetari nella nuova Commissione Juncker. La nomina è annunciata da Juncker il 10 settembre 2014 dopo un negoziato con il governo tedesco. È ascoltato dalla commissione degli Affari economici del Parlamento europeo il 2 ottobre 2014.

## Vita privata
Separato nell'agosto 2014 da Marie-Charline Pacquot, la compagna con cui ha vissuto per sei anni,,  si è sposato nel giugno 2015 con Anne-Michelle Basteri, più giovane di ventidue anni, ispettrice della finanza..  Il loro primo figlio, Joseph, è nato nel giugno 2018..